# Sugar Ramos
Ultiminio Ramos, detto Sugar (Matanzas, 2 dicembre 1941 – Città del Messico, 3 settembre 2017), è stato un pugile cubano, professionista con licenza messicana, campione del mondo dei pesi piuma dal 1963 al 1964 e sfidante al titolo mondiale dei pesi leggeri.

## Carriera
Professionista dal 1957, si trasferì in Messico quando Fidel Castro bandì il pugilato professionistico dall'isola di Cuba.
Conquistò il titolo mondiale dei pesi piuma battendo Davey Moore il 21 marzo 1963 al Dodger Stadium di Los Angeles in un drammatico combattimento il cui esito è rimasto nella storia del pugilato. Al decimo round Ramos scagliò un potente gancio destro alla testa di Moore, mandandolo a cadere all'indietro sulla corda inferiore del ring che colpì con la nuca. Il match fu solo allora interrotto con l'attribuzione della vittoria allo sfidante per knock-out tecnico. Moore tornò al suo camerino e concesse delle interviste alla stampa. Poi lamentò un forte mal di testa e perse i sensi. Fu ricoverato in stato di coma all'ospedale dove gli fu diagnosticato un danno cerebrale inoperabile. Non riacquisì conoscenza e morì il 25 marzo 1963.
Ramos difese per la prima volta la cintura mondiale nel luglio 1963 battendo ai punti Rafiu King a Città del Messico. Otto mesi dopo volò in Giappone per battere Mitsunori Seki, per knock-out tecnico, al Kokugikan di Tokyo.

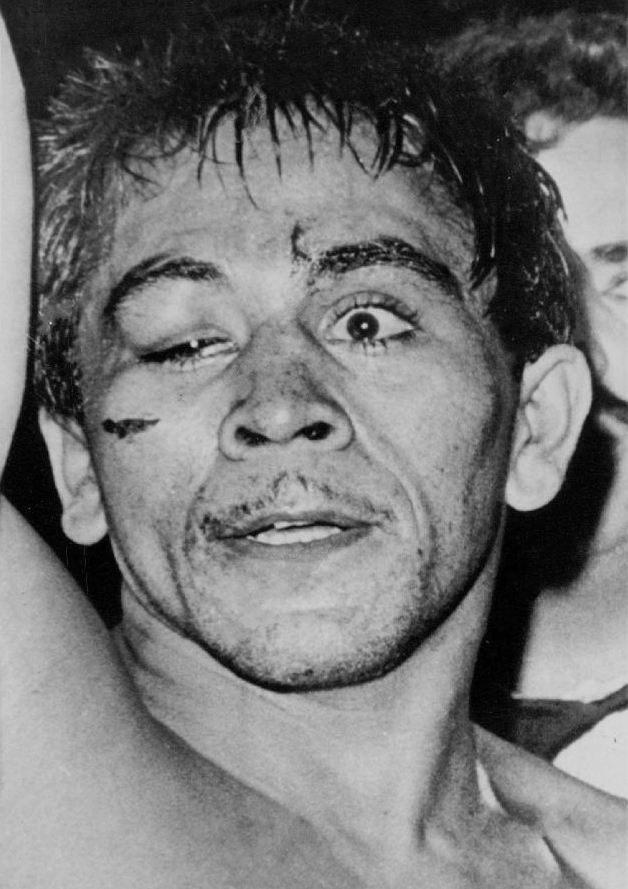
Il volto tumefatto di Vicente Saldívar dopo il cruento match con Sugar Ramos, 1965.

Il 9 maggio 1964 mise in palio il titolo mondiale contro il ghanese Floyd Robertson, allo Stadio di Accra, e prevalse ai punti anche se con decisione controversa. Quattro mesi più tardi, a Città del Messico, Ramos perse il titolo mondiale ad opera del fuoriclasse Vicente Saldívar per knock-out tecnico all'ultimo dei 15 round di una battaglia estremamente cruenta.
Combatté anche due volte per il titolo mondiale dei pesi leggeri contro il portoricano Carlos Ortiz, già avversario di Duilio Loi. Perse per knock-out tecnico sia a Città del Messico, il 22 ottobre 1966 che a San Juan, il 1º luglio 1967.
Ha abbandonato la boxe agonistica nel 1972.
La International Boxing Hall of Fame lo ha riconosciuto fra i più grandi pugili di ogni tempo.

## Riferimenti nella cultura di massa
- La tragica conclusione del match tra Sugar Ramos e Davey Moore impressionò anche il cantautore Bob Dylan. Questi scrisse una canzone sull'evento intitolata Who Killed Davey Moore, ponendo l'accento sulla responsabilità pubblica. La  canzone venne cantata anche da Pete Seeger. Anche Phil Ochs scrisse una canzone dal titolo Davey Moore che narrava la storia della morte di Davey Moore e dava la colpa ai manager del pugile, agli organizzatori ed al pubblico[3].